# サイロブ
サイロブ（Cylob、1976年 - ）は、イギリスのテクノ・ミュージシャン。本名はクリス・ジェフズ（Chris Jeffs）。少年時代はトロンボーン演奏者として音楽活動に携わり、青年期になるとテクノ・ミュージックを作り始めた。

## 活動
活動初期は、1980年代初頭のテクノ・ポップ、オールド・スクール・ヒップ・ホップ、エレクトロ、アート・オブ・ノイズ、808ステイト、LFOなどに影響を受けていた。
1993年、クリスはエイフェックス・ツインにデモテープを送った後、リフレックス・レコーズと契約を交わすことになる。
1993年のリフレックス・レコーズからのデビュー後、クリスはEP『Spider Report』など13枚のシングルと5枚のアルバムをリリース。続けて『Cylob's Latest Effort』『Lobster Tracks』(ジャケットはクリス・カニンガム作)、 ポップ・ミュージックをなじった『Living In The 1980s』、瞑想的な鐘が鳴る『Mood Bells』、ブレインダンスをモチーフにした『CMS 3000 Volumes 1&2』といったリリースなどを通じて精力的に音楽活動を続けている。

## 音楽的特徴
クリスが作るサウンドのほとんどはインストゥルメンタルであるが、非常に特徴的なもので、彼の最も有名な音楽制作の手法は「リバース」「ミッドレンジのカット」「バスカット」などであり、それらがサイロブ・ビーツとも名付けられた。
1999年、武道家クロエ・ブルースをフィーチャーした映像集『Rewind』がマーク・アドコック監督により作られ、MTVを中心に反響を呼び、かなりの頻度でオンエアされた。
1998年以来、クリスは、Cylob Music Systemというソフトウェアを中心に音楽制作を進めている。

## ディスコグラフィ

### アルバム
- Empathy Box (1996年、Rephlex) ※Kinesthesia名義。後にCylob名義で再発
- Loops and Breaks (1996年、Rephlex)
- 『サイロビアン・サンセット』 - Cylobian Sunset (1996年、Rephlex) ※日本盤は「+Diof'97」として別のEPも収録
- Previously Unavailable on Compact Disc (1998年、Rephlex)
- Mood Bells (2001年、Rephlex)
- Trojan Fader Style (2007年、Cylob Industries)
- Formant Potaton (2007年、Cylob Industries)
- Bounds Green (2007年、Cylob Industries)
- Ambient News (2009年、Cylob Industries) ※Ambient News名義
- Catastrophic (2010年、Alku) as nonprivate
- Zweite Sendung (2011年、Cylob Industries) ※Ambient News名義
- The Quantum Loonyverse (2015年、Cylob Industries) ※mp3/flac限定
- 54 Minute Mirage (2020年、Cylob Industries)
- One Less Pitch (2020年、Cylob Industries)
- Live 060708 (2020年、Cylob Industries)
- PLACEHOLDER (2021年、Cylob Industries)

### シングル、EP
- Kinesthesia Volume 1 (1993年、Rephlex) ※EP。Kinesthesia名義
- Kinesthesia Volume 2 (1995年、Rephlex) ※EP。Kinesthesia名義
- Industrial Folk Songs (1995年、Rephlex) ※EP
- Empathy Box Remixes (1996年、Rephlex) ※EP。Kinesthesia名義
- Cylob's Latest Effort (1997年、Rephlex) ※EP
- Diof 97 (Rephlex CAT 044 EP/CD : 1997年、Rephlex) ※EP
- Are We Not Men Who Live and Die (1998年、Rephlex) ※EP
- Rewind! (1999年、Rephlex) ※EP
- Lobster Tracks (1999年、Rephlex) ※EP
- Living in the 1980s / Sex Machine (1999年、Rephlex) ※EP
- Cut The Midrange, Drop The Bass (2001年、Rephlex) ※EP
- Cylobotnia (2003年、Rephlex) ※EP with Astrobotnia
- Cylob Music System Volume 1 (2004年、Rephlex) ※EP
- Cylob Music System Volume 2 (2004年、Rephlex) ※EP
- Spider Report E.P. (2004年、Breakin')
- Private Life (2007年、SoulJazz) ※Private Lives名義 with DMXクルー
- Rock The Trojan Fader (2007年、Cylob Industries)
- Late In The Day (2008年、Cylob Industries)
- Alpine Acid (2008年、Cylob Industries) ※mp3限定
- Pepper Spray (2010年、Cylob Industries)
- Inflatable Hope (2015年、Power Vacuum)
- Tomorrow Foolish Logic (2021年、Cylob Industries)

### リミックス
- ボカム・ウェルト : Scharlach Eingang (1994年、Rephlex) ※EP。「Phlughaven Alphard (Kinesthesia Mix)」を担当
- エイフェックス・ツイン : Ventolin E.P (The Remixes) (1995年、Warp) ※EP。「Ventolin (Cylob mix)」を担当
- Immersion : Remixes Volume 3 (1995年、Swim) ※EP。「Envelope (Cylob remix)」を担当
- DMXクルー : 『ニュー・ロマンティクス』 - Nu Romantix (1998年、Rephlex) ※「I'm All Alone (Cylob's mix)」を担当
- The Jones Machine : "You're The One (Part Two)" b/w "(I'm The) Disco Dancing" (1999年、Rephlex) ※EP
- ソウルワックス : "Too Many DJ's" (1999年、Play It Again Sam) ※「Saturday (Hotline mix)」を担当
- The Mike Flowers Pops : Mike Flowers meets Cylob (1999年、Lo Recordings) ※EP
- Christian Vogel : "Whipaspank" (2000年、Novamute) ※「Whipaspank (Cylob mix)」を担当
- Synclair : Synclair Remixes (2007年、Areal) ※「Synclair (Cylob Mix)」を担当